# Roca Pantalón
La roca Pantalón (en inglés: Trousers Rock) es un pequeño islote rocoso de 33 metros de altura ubicado a 600 metros al noreste de la punta Baja de la isla Vindicación del grupo Candelaria de las islas Sandwich del Sur. Se encuentra en el canal Nelson junto a la cercana roca Cook.
La roca fue cartografiada y nombrada en 1930 por el personal de Investigaciones Discovery a bordo del RRS Discovery II, por su forma de arco que se asemeja a la de unos pantalones.
La isla nunca fue habitada ni ocupada, y como el resto de las Sandwich del Sur es reclamada por el Reino Unido que la hace parte del territorio británico de ultramar de las Islas Georgias del Sur y Sandwich del Sur, y por la República Argentina, que la hace parte del departamento Islas del Atlántico Sur dentro de la provincia de Tierra del Fuego, Antártida e Islas del Atlántico Sur.